# Кай Клефіш
Кай Клефіш (нім. Kai Klefisch, нар. 3 грудня 1999, Леверкузен, Німеччина) — німецький футболіст, опорний півзахисник клубу «Дармштадт 98».

## Ігрова кар'єра
Кай Клефіш народився в місті Леверкузен і займатися футболом почав в академії місцевого клубу «Баєр 04». Пізніше він приєднався до молодіжної команди «Вікторії» з Кельну. На професійному рівні футболіст дебютував 28 липня 2019 року у складі «Вікторії» у Лізі 3.
У березні 2022 року стало відомо, що Клефіш влітку переходить до клубу Другої Бундесліги «Падерборн 07», з яким підписав контракт на три роки. Контракт набрав чинності 1 липня 2022 року.
Відігравши в клубі два сезони, в липні 2024 року Клефіш перейшов до іншого клубу Другої Бундесліги — «Дармштадт 98».